# ホンダ・カレン
カレン（Caren）は、本田技研工業がかつて製造販売したオートバイである。

## 概要
1979年8月31日発表、同年9月7日発売。型式名AB04となる排気量49㏄の原動機付自転車である。
車名は可憐（かれん）に由来しており、やさしく・美しく・愛すべきものという意味合いで命名された。

## 車両解説
本モデルは、当時HY戦争と呼ばれるヤマハ発動機との熾烈な販売競争から、販売政策上ロードパルの上位モデルとして位置づけた派生車種として開発された。そのために低床バックボーン式フレーム・オートチョーク搭載空冷単気筒2ストロークピストンリードバルブエンジン・CDI点火装置・無段変速機構・前輪テレスコピック式/後輪スイングアーム式サスペンションなどの基本コンポーネンツはロードパルと共用する姉妹車である。
なお、本モデルはロードパルシリーズとは異なり海外向け輸出仕様は設定されない日本国内専用モデルとして生産された。
発売当初のイメージキャラクターは大竹しのぶが起用された。

### 遍歴
1979年8月31日発表 同年9月7日発売
月産販売目標15,000台ならびにエンジン始動方式の違いで以下の2車種を設定
- カレンNX50M[注 1]：セル・キック併用モデル 標準本体価格98,000円
- カレンNX50：キックモデル 標準本体価格89,000円

1981年2月24日発表 同月25日発売
以下のマイナーチェンジを実施
- カレンNX50Mをベースに大型レッグシールドを装着するカレンSを標準本体価格113,000円[注 2]
- 月産販売目標を4,000台に修整

1983年
基本コンポーネンツを共有するロードパルと共に生産終了